# Kallvattentjärnen
Kallvattentjärnen är en sjö i Bodens kommun i Norrbotten och ingår i Råneälvens huvudavrinningsområde. Kallvattentjärnen ligger i Råneälven Natura 2000-område.